# Třída Nino Bixio
Třída Nino Bixio byla třída chráněných křižníků italského královského námořnictva. Jednalo se o rychlá plavidla sloužící především k průzkumu. Ve službě byly v letech 1914–1929. Byly nasazeny za první světové války.

## Stavba
Křižníky postavila italská loděnice Regio Cantiere di Castellammare di Stabia v Castellammare di Stabia.
Jednotky třídy Nino Bixio:
| Jméno      | Zahájení stavby | Spuštěna          | Vstup do služby | Status        |
| ---------- | --------------- | ----------------- | --------------- | ------------- |
| Nino Bixio | 1911            | 30. prosince 1911 | 5. května 1914  | Vyřazen 1929. |
| Marsala    | 1911            | 24. března 1912   | 4. srpna 1914   | Vyřazen 1927. |

## Konstrukce
Křižníky byly vyzbrojeny šesti 120mm kanóny, šesti 76mm kanóny a dvěma 450mm torpédomety. Pohonný systém měl výkon 22 500 hp. Tvořily jej tři parní turbíny Curtiss a čtrnáct kotlů Blechynden, pohánějící tři lodní šrouby. Nejvyšší rychlost dosahovala 26,8 uzlů (Marsala 27,5 uzlu). Dosah byl 1400 námořních mil při rychlosti 13 uzlů.

## Služba
Křižníky byly nasazeny za první světové války.